# Gottfried von Cramm
Gottfried Alexander Maximilian Walter Kurt Freiherr von Cramm (7 de julho de 1909 - 9 de novembro de 1976), também conhecido como o "Barão do Tênis", foi um tenista alemão durante os anos de apogeu de Adolf Hitler. 
É lembrado entre outras coisas, por ter conquistado duas vezes o Torneio de Roland-Garros e ter alcançado outras 5 finais de torneios de Grand Slam. Sua vitória no Aberto Francês de 1934 o transformou em um ídolo nacional e foi recebido com honras pelo governo Nazista dirigido por Hitler, que pode considerar a ele como um símbolo perfeito da raça ariana que o governo de Hitler acreditava ser superior. Entretanto, von Cramm manteve sempre seu distanciamento para não ser considerado como uma ferramenta de propaganda nazista.
Representou a Equipe Alemã de Copa Davis entre 1932 e 1937 e entre 1951 e 1953.
Von Cramm entrou para o International Tennis Hall of Fame em 1977.

## Torneios de Grand Slam

### Individuais

#### Títulos
| Ano  | Torneio       | Oponente na final | Resultado           |
| 1934 | Roland-Garros | Jack Crawford     | 6-4 7-9 3-6 7-5 6-3 |
| 1936 | Roland-Garros | Fred Perry        | 6-0 2-6 6-2 2-6 6-0 |

#### Finalista
| Ano  | Torneio                           | Oponente na final | Resultado           |
| 1935 | Roland-Garros                     | Fred Perry        | 3-6 6-3 1-6 3-6     |
| 1935 | Wimbledon                         | Fred Perry        | 2-6 4-6 4-6         |
| 1936 | Wimbledon                         | Fred Perry        | 1-6 1-6 0-6         |
| 1937 | Wimbledon                         | Don Budge         | 3-6 4-6 2-6         |
| 1937 | US National Singles Championships | Don Budge         | 1-6 9-7 1-6 6-3 1-6 |

### Duplas

#### Títulos
| Ano  | Torneio                           | Parceiro      | Oponentes na final              | Resultado       |
| 1937 | Roland-Garros                     | Henner Henkel | Vernon Kirby Norman Farquharson | 6-4 7-5 3-6 6-1 |
| 1937 | US National Doubles Championships | Henner Henkel | Don Budge Gene Mako             | 6-4 7-5 6-4     |

#### Finalista
| Ano  | Torneio           | Parceiro      | Oponentes na final         | Resultado   |
| 1938 | Open da Austrália | Henner Henkel | John Bromwich Adrian Quist | 5-7 4-6 0-6 |